# El azar
El Azar (Przypadek en la versión original en polaco, Blind Chance en inglés) es un drama psicológico escrito y dirigido por el director polaco Krzysztof Kieslowski. La película polaca del año 1981 es una de las primeras obras del gran director.

## Sinopsis
La película presenta tres versiones de la vida del protagonista, Witek Dlugosz, que cambia dependiendo del azar y los distintos destinos que este produce. 
Witek Dlugosz nace en Poznań, en junio del año 1956. Durante el parto muere su madre y su hermano gemelo. Su padre participa en las Protestas de Poznań del mismo año. Los dos se trasladan a Łódź, donde Witek empieza sus estudios de Medicina. Durante el quinto curso el padre del protagonista muere, lo que le da un impulso para dejar sus estudios y marcharse a Varsovia a rehacer su vida. A partir de aquí se nos muestran tres versiones de la vida de Witek, dependiendo de si el joven pierde o toma el tren. En la primera versión el protagonista sube al tren en el último momento, donde conoce a un viejo miembro del Partido Comunista, Werner. El activista le anima a Witek a afiliarse al partido. La política toma el control total sobre su vida para, al final, decepcionarle. En la segunda versión el protagonista no solo pierde el tren sino también termina arrestado, ya que se pelea con un guardia de la estación. Witek condenado a prestar servicio a la Comunidad, conoce a un joven, que le permitirá contactar con miembros de oposición política (Solidarność). En la tercera ocasión el protagonista vuelve a perder el tren, lo que le da la oportunidad para encontrarse con su amiga de estudios. En esta versión el director deja la temática política y religiosa. El protagonista se casa y termina los estudios para vivir una vida relajada, junto a su amada. Todas las versiones terminan en el aeropuerto de Varsovia, Okęcie, de donde Witek viaja al extranjero. En la primera y en la segunda situación las huelgas del año 1980 frustran la salida del avión, mientras que en la tercera Witek sube al avión que estalla justo después de la salida…

## Realización
El Azar, realizado en el año 1981 fue denunciado por censura de la ley marcial. La película pudo ser estrenada seis años más tarde (en el año 1987) en el Festival de Cannes, pero fue presentada fuera del concurso. El director del festival prohibió la participación de la película por la razón de que su contenido era demasiado complicado y confuso para el público. La reacción del director de la película fue muy rápida. Kieslowki recortó un par de las escenas políticas, que supuestamente podrían ser incomprensibles. De esta manera obtuvo una película censurada que envió con una nota ¨para la censura francesa¨. No obstante la decisión del director del festival no se cambió.

## Reparto
| Actor                  | Personaje        | Notas                        |
| ---------------------- | ---------------- | ---------------------------- |
| Bogusław Linda         | Witek Długosz    |                              |
| Tadeusz Łomnicki       | Comunista Werner |                              |
| Zbigniew Zapasiewicz   | Adam             | En primera versión           |
| Bogusława Pawelec      | Czuszka Olkowska | En primera versión           |
| Marzena Trybała        | Werka            | En segunda versión           |
| Jacek Borkowski        | Marek            | En segunda versión           |
| Jacek Sas – Uhrynowski | Daniel           | En segunda versión           |
| Adam Ferency           | Cura Stefan      | En segunda y tercera versión |
| Monika Goździk         | Olga Matwiszyn   | En tercera versión           |
| Zygmunt Hübner         | Decano           | En tercera y primera versión |

## Premios
Festival Internacional de Cine de Moscú (1987).
- El premio de la Asociación de los Cineastas Soviéticos.

Festival del Filme Polaco de Gdynia (1987).
- El premio al mejor guion para Krzysztof Kieslowski.
- El premio al mejor actor para Bogusław Linda.